# Segno di fuoco
Segno di fuoco è un film del 1991, diretto da Nino Bizzarri.